# Список коллективных авторских обществ
В мире создается множество организаций, заявляющих в учредительных документах положения об осуществлении коллективного управления имущественными, авторскими и смежными правами. Каждая такая организация считает себя правомочной представлять правообладателей и требовать с пользователей соответствующих выплат. Законодательные предписания для преодоления этой ситуации также существуют.
Авторские общества работают в соответствии с законами об авторском праве своей страны, а также в соответствии с международными законами об авторском праве.
Наиболее значимым международным документом об авторском праве является Бернская конвенция об охране литературных и художественных произведений. К Бернской конвенции присоединились около 170 стран, в том числе Российская Федерация. В стране, являющейся членом Бернской конвенции на авторов распространяется тот же режим защиты, что и в любой другой стране — членствующей в Конвенции. Кроме того, Конвенция обязывает страны — члены принимать минимальные стандарты защиты авторских прав.
Всеобщая конвенция об авторском праве от 1952 года (The Universal Copyright Convention of September 1952, «UCC Agreement») была создана с целью создания альтернативы Бернской конвенции. UCC налагает меньшие требований к авторству, чем в Бернской конвенции. Для стран, которые являются членами как Бернской конвенции и UCC, в случае конфликта между двумя конвенциями, превалирует Бернской конвенции.
Договор об Авторском праве Всемирной организации интеллектуальной собственности от 23 декабря 1996 года («Договор ВОИС по авторскому праву») (The World Intellectual Property Organization Copyright Treaty of December 23, 1996, «WIPO Copyright Treaty») дополняет положения Бернской конвенции для обеспечения более эффективной международной защиты защищенных авторским правом материалов в цифровой среде.
Список наиболее крупных международных и национальных авторских обществ по сбору средств и компаний, также называемых «авторскими коллективами».

## Международные общества
- Ассоциация международного коллективного управления аудиовизуальными произведениями (Association of International Collective Management of Audiovisual Works) (AGICOA)[1]
- Международное бюро обществ, управляющих правами механической записи и воспроизведения. Bureau International des Sociétés Gérant les Droits D’Enregistrement et les Reproduction Mecanique (BIEM)
- Christian Copyright Licensing International (CCLI)
- Christian Video Licensing International
- Международная конфедерация обществ авторов и композиторов (International Confederation of Societies of Authors and Composers (CISAC))[2]
- Международная федерация производителей фонограмм (International Federation of the Phonographic Industry) (IFPI)
- International Federation of Reproduction Rights Organisations (IFRRO)
- International Film and Movie Licensing Authority (IFAMLA)
- Motion Picture Licensing Corporation (MPLC)
- The Societies' Council for the Collective Management of Performers' Rights (SCAPR)

## Азия

### Китай
- Музыкальное авторское общество Китая
- Китайская аудио-видео ассоциация

### Индия
- Indian Reprographic Rights Organisation (IRRO)
- Indian Performing Rights Organization (IPRS)
- NPPL (public performance rights YRF, UTV, SHEMAROO, BIGNET)
- Phonographic Performance Limited (PPO)
- IP Mall ( http://ipmall.co ) which is an online  platform for all Intellectual Property Rights holders, therefore, musicians, lyricists, Performers and artists are also a part of it.

### Гонконг
- Composers and Authors Society of Hong Kong Ltd. (CASH)

### Япония
- Японское общество прав авторов, композиторов и издателей (яп. 社団法人日本音楽著作権協会) Japanese Society for Rights of Authors, Composers and Publishers (JASRAC)
- NexTone Inc.

### Казахстан
- KazAK
- National Union of Right Holders (NUR) (недоступная ссылка)

### Малайзия
- Motion Picture Licensing Company Malaysia
- Music Authors' Copyright Protection (MACP)
- Performers & Artistes Rights Malaysia (PRISM)
- Public Performance Malaysia (PPM)

### Непал
- Music Royalty Collection Society Nepal (MRCSN)

### Филиппины
- Filipinas Copyright Licensing Society (FILCOLS)
- Filipino Society of Composers, Authors and Publishers (FILSCAP)
- Filipino Visual Arts and Design Rights Organization (FILVADRO)
- Performing Rights Society of the Philippines (PRSP)
- Sound Recording Rights Society, Inc. (SOUNDSRIGHT)

### Сингапур
- Christian Copyright Licensing International Singapore
- Christian Video Licensing International Singapore
- Composers and Authors Society of Singapore (COMPASS)
- Motion Picture Licensing Company Singapore

### Южная Корея
- Korea Music Copyright Association (KOMCA)
- Recording Industry Association of Korea : Collective society for recording producers (RIAK)

### Шри Ланка
- International Film and Movie Licensing Authority (IFAMLA)

### Тайвань
- Association of Recording Copyright Owners (ARCO)
- Music Copyright Society of Taipei (MÜST)

## Африка

### Гана
- Audiovisual Rights Society of Ghana (ARSOG)

### Кения
- Kenya Association of Music Producers (KAMP)
- Reproduction Rights Society of Kenya (KOPIKEN)
- Music Copyright Society of Kenya (MCSK)
- Performers Rights Society of Kenya (PRISK)

### Мавритания
- Mauritius Society of Authors

### Нигерия
- Audio Visual Rights Society of Nigeria (AVRS)
- Copyright Society of Nigeria (COSON)

### Южная Африка
- Christian Copyright Licensing International South Africa
- Christian Video Licensing International South Africa
- Dramatic, Artistic and Literary Rights Organisation (DALRO)
- National Organisation for Reproduction Rights in Music in Southern Africa (NORM)
- Southern African Music Rights Organisation (SAMRO)

### Уганда
- Uganda Federation for Movie Industry
- Uganda Performing Right Society
- Uganda Reproduction Rights Organisation

## Европа

### Международные общества
- Association of European Performers' Organisations AEPO-ARTIS
- Cultural Commons Collecting Society
- Soundreef

### Россия
- Всероссийская организация интеллектуальной собственности — некоммерческая общероссийская общественная организация по коллективному управлению смежными правами исполнителей и изготовителей фонограмм;
- Российское авторское общество (РАО)[3];
- Российская фонографическая ассоциация (РФА) — управляет имущественными правами производителей фонограмм;
- Российское общество прав исполнителей (РОУПИ);
- Российское общество мультимедиа и цифровых сетей (РОМС);
- Российское общество прав в аудиовизуальной сфере (РОПАС);
- Российское авторское общество КОПИРУС — управляет авторскими правами при репрографическом воспроизведении и иных видах воспроизведения (копирования) произведений, включая осуществляемых с использованием современных технологий;
- «Партнерство по защите и управлению правами в сфере искусства» (УПРАВИС).
- Ростовская областная общественная организация по коллективному управлению авторскими правами (РООО КУАП) "Авторский Союз "БОНА ФИДЭС".

### Азербайджан
- Copyright Agency of Azerbaijan Republic (Азербайджанская Республика, Агентство по авторским правам)

### Австрия
- Austro Mechana (AuMe)
- Autoren, Komponisten und Musikverleger (AKM)
- Motion Picture Licensing Company

### Армения
- ”ARMAUTHOR”   Non-governmental collective  management organization of  authors’ rights and related right

### Бельгия
- Société d’Auteurs Belge — Belgische Auteurs Maatschappij (SABAM)
- PLAYRIGHT
- SIMIM
- SOFAM

### Болгария
- PROPHON — некоммерческая организация по коллективному управлению смежным правами на музыку, производители фонограмм и исполнители;
- MUSICAUTOR — некоммерческая организация по коллективному управлению авторскими правами, авторы и композиторы.

### Хорватия
- Croatian Composers' Society
- ZAMP

### Кипр
- PRS for Music, formerly MCPS-PRS Alliance
- Asteras Collective Rights Management :Musicians, Singers

### Чехия
- OSA — Ochranný svaz autorský pro práva k dílům hudebním (авторы музыки и слов)
- INTERGRAM, nezávislá společnost výkonných umělců a výrobců zvukových a zvukově obrazových záznamů (музыканты, издатели аудио, аудиовизуальные издатели)
- DILIA, divadelní, literární, audiovizuální agentura (литература, театральное искусство)
- Ochranná organizace autorská-Sdružení autorů děl výtvarného umění, architektury a obrazové složky audiovizuálních děl (Изобразительное искусство, архитектура, визуальная часть аудиовизуальных произведений)
- GESTOR — ochranný svaz autorský (перепродажа оригиналов)
- Ochranná asociace zvukařů — autorů (звукорежиссеры)

### Дания
- Gramex
- Christian Video Licensing International Denmark
- KODA — общество по сбору авторских вознаграждений для авторов песен, композиторов и музыкальных издателей
- Motion Picture Licensing Company Denmark

### Финляндия
- Kopiosto (Copyright organization for authors, publishers and performing artists, collecting fees for photocopying, radio and TV programmes, extended collective licensing agreements and copyright levies
- Teosto (авторы и композиторы музыкальных произведений)
- Gramex (исполнители и издатели музыкальных произведений)
- Kuvasto (деятели искусств)
- Tuotos (аудиовизуальные работы)
- Sanasto (писатели)

### Франция
- Agence nationale de gestion des oeuvres audiovisuelles (ANGOA)
- EXTRA-MEDIA
- Société des auteurs et compositeurs dramatiques (SACD)
- Société des auteurs, compositeurs et éditeurs de musique (SACEM)
- Société civile des auteurs multimédia (SCAM)
- Société pour l’administration du droit de reproduction mécanique des auteurs, compositeurs et éditeurs (SDRM)
- Société des auteurs dans les arts graphiques et plastiques (ADAGP)
- Société civile des éditeurs de langue française (SCELF)
- Centre français d’exploitation du droit de copie (CFC)
- Société des éditeurs et auteurs de musique (SEAM) SEAM
- SESAM
- SORIMAGE
- Société pour l’administration des droits des artistes et musiciens interprètes (ADAMI)
- Société de perception et de distribution des droits des artistes interprètes de la musique et de la danse (SPEDIDAM)
- Société pour la perception de la rémunération équitable (SPRE)
- Société de la Propriété Artistique et des Dessins et Modèles (SPADEM) — visual artists
- Société pour la rémunération de la copie privée sonore (SORECOP)
- Société pour la rémunération de la copie privée audiovisuelle (COPIE FRANCE)
- Société civile des producteurs associés (SCPA)
- Société civile pour l’exploitation des droits des producteurs phonographiques (SCPP)
- Société civile des producteurs de phonogrammes en France (SPPF)
- Société civile des producteurs de phonogrammes en France (PROCIREP)
- Société civile des auteurs, réalisateurs et producteurs (ARP)
- Société française des intérêts des auteurs de l’écrit (SOFIA)
- Société des auteurs de l’image fixe (SAIF)
- Société des auteurs de jeux (SAJE)
- Société des arts visuels associés (AVA)
- Société des artistes-interprètes (SAI)
- La Société civile des Auteurs Réalisateurs et Producteurs (L’ARP)
- Syndicat National de l'Édition Phonographique (SNEP), the National Syndicate of Phonographic Publishing

### Германия
- Gesellschaft für musikalische Aufführungs- und mechanische Vervielfältigungsrechte (GEMA)
- Gesellschaft zur Verwertung von Leistungsschutzrechten mbH (GVL)
- Gesellschaft zur Übernahme und Wahrnehmung von Filmaufführungsrechten mbH (GÜFA)
- Verwertungsgesellschaft Bild — Kunst (VG Bild-Kunst)
- Verwertungsgesellschaft Wort — Rechtsfähiger Verein kraft Verleihung (VG Wort)
- Gesellschaft zur Verwertung der Urheber- und Leistungsschutzrechte von Medienunternehmen mbH (VG Media)
- Verwertungsgesellschaft Musikedition — Rechtsfähiger Verein kraft Verleihung (VG Musikedition)
- Verwertungsgesellschaft der Film- und Fernsehproduzenten mbH (VFF)
- Verwertungsgesellschaft für Nutzungsrechte an Filmwerken mbH (VGF)
- Gesellschaft zur Wahrnehmung von Film- und Fernsehrechten mbH (GWFF)
- Urheberrechtschutz Gesellschaft mbH (AGICOA)
- Verwertungsgesellschaft Treuhandgesellschaft Werbefilm GmbH (VG TWF)
- Gesellschaft zur Wahrnehmung von Veranstalterrechten mbH (GWVR)
- Авторское общество Культурный фонд (C3S) Cultural Commons Collecting Society SCE mbH. (Организация была основана недавно. Она направлена на то, чтобы начать работу в 2016 году в качестве конкурента ГЕМА).

### Люксембург
- Luxorr Société de gestion et de répartition des droits d’auteur et des droits voisins (Luxembourg Organization For Reproduction Rights Asbl) — Website: www.luxorr.lu & www.lord.lu
- Sacem Luxembourg (société des auteurs compositeurs et éditeurs de musique)

### Греция
- GEA-GRAMMO,ΕΡΑΤΩ,ΑΠΟΛΛΩΝ GEA-GRAMMO,ERATO,APOLLON: Producers, Musicians, Singers.

### Грузия
- International Film and Movie Licensing Authority (IFAMLA)

### Венгрия
- Artisjus (music, literature)
- EJI (performers)
- FilmJUS (movies)
- MAHASZ (record producers)
- HUNGART (visual artists)
- RSZ (reprography)

### Исландия
- STEF (music) www.stef.is
- Smáís (video and video games)
- Myndstef (pictures, architects, etc.)
- Fjölís (books)
- SFH (performers, record producers)
- IHM

### Ирландия
- Christian Copyright Licensing International
- Irish Music Rights Organisation (IMRO)
- Irish Visual Artists Rights Organisation (IVARO)
- Motion Picture Licensing Company Ireland
- Phonographic Performance Ireland (PPI)

### Италия
- Society for the collective administration of Audiovisual Performers’ Rights (ARTISTI 7607)
- Institute for the Protection of Performing Artists (IMAE)
- Motion Picture Licensing Corporation Italy
- Società Italiana degli Autori ed Editori (SIAE)
- Società Consorzio Fonografici (SCF)
- Diritti Artisti (IPAA)
- R.A.S.I. Rete Artisti Spettacolo Innovazione (www.reteartistispettacolo.it)

### Латвия
- LaIPA (Latvian performers’ and Producers’ Association)
- AKKA/LAA (Copyright and Communication Consulting Agency/Latvian Authors Association)
- LATREPRO (Latvian Reprographic Rights Organisation)

### Нидерланды
- Buma/Stemra
- SENA
- Musicopy

### Норвегия
- Kopinor (books, newspapers, magazines, sheet music, and similar publications)
- Motion Picture Licensing Company Norway
- TONO (Copyright collective for authors and composers of musical works)
- Gramo (Joint Collecting Society in Norway for Musicians, Performing Artists and Phonogram Producers)
- BONO (Norwegian Visual Artists Copyright Society)

### Польша
- Motion Picture Licensing Company Poland
- ZAiKS
- ZPAV
- SFP
- STOART
- SAWP
- STL
- Repropol
- Copyright Polska
- ZPAP
- ZPAF

### Португалия
- Motion Picture Licensing Company
- SPA
- GDA
- Audiogest

### Румыния
- Motion Picture Licensing Company Romania
- Romanian Musical Performing and Mechanical Rights Society

### Словакия
- SOZA (Slovak Performing Rights Society)

### Словения
- Združenje SAZAS
- Društvo ZAMP
- SAZOR
- Zavod IPF
- Zavod AIPA

### Испания
- Asociación De Gestión De Derechos Intelectuales (AGEDI)
- Sociedad de Artistas Intérpretes o Ejecutantes de España (AIE)
- Artistas Intérpretes Sociedad de Gestión (AISGE)
- Centro Español de Derechos Reprográficos (CEDRO)
- Derechos de Autor de Medios Audiovisuales (DAMA)
- Entidad de Gestión de Derechos de los Productores Audiovisuales (EGEDA)
- Motion Picture Licensing Company Spain
- Sociedad General de Autores y Editores (SGAE)

### Швеция
- COPYSWEDE
- Svenska Tonsättares Internationella Musikbyrå (Swedish Performing Rights Society) (STIM)
- Swedish Society of Songwriters, Composers and Authors

### Швейцария
- Motion Picture Licensing Company Switzerland
- ProLitteris
- SSA
- SUISA
- SUISSIMAGE
- SWISSPERFORM

### Украина
- International Film and Movie Licensing Authority (IFAMLA)
- Ukrainian Agency of Copyright and Related Rights (UACRR)

### Великобритания
- Authors' Licensing & Collecting Society (ALCS);
- Artists' Collecting Society (ACS);
- Broadcasting Data Services (BDS);
- British Equity Collecting Society (BECS);
- Christian Copyright Licensing International, United Kingdom;
- Christian Video Licensing International United Kingdom;
- Copyright Licensing Agency (CLA);
- DACS (Design and Artists Copyright Society);
- Directors UK (D-UK), formerly the Directors' and Producers' Rights Society (DPRS);
- Educational Recording Agency (ERA);
- Mechanical Copyright Protection Society of Great Britain;
- Motion Picture Licensing Corporation (MPLC);
- Newspaper Licensing Agency (NLA);
- Open University Worldwide (OUW);
- PRS for Music, formerly MCPS-PRS Alliance;
- Phonographic Performance Limited (PPL);
- Publishers Licensing Society (PLS);
- Video Performance Limited (VPL).

## Северная Америка

### Канада
- Access Copyright — The Canadian Copyright Licensing Agency (formerly CanCopy)
- Alliance of Canadian Cinema Television and Radio Artists Performers' Rights Society (ACTRA)
- American Federation of Musicians of the United States and Canada (AFM)
- Audio-Video Licensing Agency (AVLA)
- Border Broadcasters' Inc. (BBI)
- Canadian Artists' Representation Copyright Collective (CARCC)
- Canadian Broadcasters Rights Agency (CBRA)
- Canadian Musical Reproduction Rights Agency Ltd. (CMRRA)
- Canadian Private Copying Collective (CPCC)
- Canadian Retransmission Collective (CRC)
- Canadian Retransmission Right Association (CRCC)
- Canadian Screenwriters Collection Society (CSCS)
- Copyright Collective of Canada (CCC)
- Directors Rights Collective of Canada (DRCC)
- Direct Response Television Collective (DRTVC)
- Educational Rights Collective of Canada (ERCC)
- FWS Joint Sports Claimants (FWS)
- Major League Baseball Collective of Canada Inc. (MLB)
- Musicians' Rights Organization Canada (MROC)
- Producers Audiovisual Collective of Canada (PACC)
- Playwrights Guild of Canada (PGC) (formerly Playwrights Union of Canada)
- Re: Sound Music Licensing Company
- Société civile des auteurs multimedia (SCAM)
- Société de gestion collective des droits des producteurs de phonogrammes et vidéogrammes du Québec (SOPROQ)
- Société des auteurs et compositeurs dramatiques (SACD)
- Société du droit de reproduction des auteurs, compositeurs et éditeurs au Canada (SODRAC)
- Society of Composers, Authors and Music Publishers of Canada (SOCAN)
- Société québécoise de gestion collective des droit de reproduction (COPIBEC)
- Société québécoise des auteur dramatiques (SoQAD)

### Карибы
- Eastern Caribbean Collective Organisation for Music Rights (ECCO)
- Copyright Organisation of Trinidad & Tobago (COTT)
- Copyright Society of Composers, Authors and Publishers Incorporated (COSCAP)
- Jamaica Music Society (JAMMS)
- Jamaica Association of Composers, Authors and Publishers Limited (JACAP)

### Мексика
- Motion Picture Licensing Corporation Mexico
- Asociacion Nacional de Actores (Национальная ассоциация актеров)
- Asociacion Nacional de Interpretes (Национальная ассоциация артистов-исполнителей)

### США
- Американская ассоциация звукозаписывающих компаний (Recording Industry Association of America, RIAA) — ассоциация, представляющая интересы звукозаписывающей индустрии США;
- AFM & SAG-AFTRA Intellectual Property Rights Distribution Fund;
- American Society of Composers, Authors and Publishers (ASCAP);
- BMI, the Broadcast Music Inc.;
- Christian Copyright Licensing International;
- Christian Video Licensing International;
- Copyright Clearance Center (CCC);
- Motion Picture Licensing Corporation (MPLC);
- SESAC, a US-based performance rights association;
- SoundExchange, a performance rights association;
- VAGA, a visual artists collecting society;
- ACEMLA, Asociacion de Compositores y Editores de Musica Latinoamericana, formerly SPACEM, a P.R.O. in Puerto Rico;
- Общество прав художников (Artists Rights Society, ARS)

## Южная Америка
- Motion Picture Licensing Corporation South America

### Аргентина
- Asociación Argentina de Intérpretes (AADI)
- Sociedad General de Autores de la Argentina (ArgenTores)
- Centro de Administración de Derechos Reprográficos de la República Argentina (CADRA)
- Аргентинское общество музыкальных авторов и композиторов (Sociedad Argentina de Autores y Compositores de Música) (SADAIC)
- Cámara Argentina de Productores de Fonogramas y Videogramas (CAPIF)
- Motion Picture Licensing Corporation South America
- Sociedad Argentina de Autores Fotográficos (SADAFO)
- Sociedad Argentina de Actores e Intérpretes (SAGAI)
- AADI-CAPIF (Associaciyn Argentina de Interpretes — Аргентинская ассоциация артистов-исполнителей)

### Бразилия
- Escritório Central de Arrecadação e Distribuição (ECAD)
- Motion Picture Licensing Corporation Brasil
- Associacao Brasileira de Direitos Reprograficos (Бразильская ассоциация прав на репрографическое воспроизведение)

### Чили
- Motion Picture Licensing Corporation South Chile
- Sociedad Chilena del Derecho de Autor (SCD)

### Колумбия
- Asociación Colombiana de Intérpretes y Productores Fonográficos (ACINPRO)[4]
- Sociedad de Autores y Compositores de Colombia (SAYCO)

### Перу
- Motion Picture Licensing Corporation South America

## Ближний Восток

### Израиль
- ACUM (performance rights society, representing authors, composers, lyricists, poets, arrangers and music publishers)
- ESHKOLOT representing performers.
- Tali Rights, the Israeli Scriptwriters & Directors Collecting society.

### Турция
- Musical Work Owners Group (MSG)
- Türkiye Musiki Eseri Sahipleri Meslek Birligi (MESAM)
- Turkish Phonographic Industry Society (MÜ-YAP)
- Müzik Yorumcuları Birliği (MÜYORBİR)

## Океания

### Австралия
- Australasian Mechanical Copyright Owners Society (AMCOS)
- Австралийская правовая ассоциация (Australasian Performing Right Associatio, APRA)
- Christian Video Licensing International
- Motion Picture Licensing Corporation
- Australian Screen Directors Authorship Collecting Society (ASDACS)
- Australian Writers Guild Authorship Collecting Society (AWGACS)
- Christian Video Licensing International Australia
- Copyright Agency Limited (CAL)
- Phonographic Performance Company of Australia (PPCA)
- Screenrights: The Audio Visual Copyright Society (Audio-Visual Collecting Society Ltd)
- VISCOPY Australia

### Фиджи
- Fiji Performing Rights Association

### Новая Зеландия
- Copyright Licensing New Zealand (CLNZ)
- Christian Copyright Licensing International (CCLI) New Zealand
- Christian Video Licensing International New Zealand
- PPNZ Music Licensing
- APRA New Zealand